# Justin Hartley
 (juin 2025).
Si vous disposez d'ouvrages ou d'articles de référence ou si vous connaissez des sites web de qualité traitant du thème abordé ici, merci de compléter l'article en donnant les références utiles à sa vérifiabilité et en les liant à la section « Notes et références ».
Pour les articles homonymes, voir Hartley.
Justin Hartley est un acteur américain, né le 29 janvier 1977 à Knoxville (Illinois).
Il est connu pour son rôle de Green Arrow / Oliver Queen dans la série Smallville (2006-2011), de Patrick Osborn dans la série Revenge (2013-2014), d'Adam Newman dans le soap opera Les Feux de l'amour (2014-2016) et de Kevin Pearson dans la série This Is Us (2016-2022).
En 2024, il obtient le rôle principal dans la série Tracker.

## Biographie

### Jeunesse et formations
Justin Scott Hartley naît le 29 janvier 1977 à Knoxville, dans l'Illinois. Il a un frère, nommé Nathan, et deux sœurs, Megan et Gabriela[réf. nécessaire].
Il étudie à l'université du Sud de l'Illinois à Carbondale, puis celle de l'Illinois à Chicago, se spécialisant dans l'histoire et le théâtre[réf. nécessaire].

### Carrière
Justin Hartley commence[Quand ?] une carrière de mannequin avant de se lancer dans la comédie. Peu de temps après avoir déménagé à Los Angeles, il décroche son premier rôle, en 2002, dans un soap opera : il incarne pendant trois ans Nicholas Foxworth Crane, fils prodigue de la monarchie Crane, dans Passions, un rôle qu'il a tenu jusqu'en 2006.
Il joue ensuite le rôle-titre dans le pilote d'Aquaman (en), une série commandée par The WB qui ne verra jamais le jour. Il en va de même pour Spellbound et Austin Golden Hour, deux autres pilotes qui ne convainquent pas les producteurs.

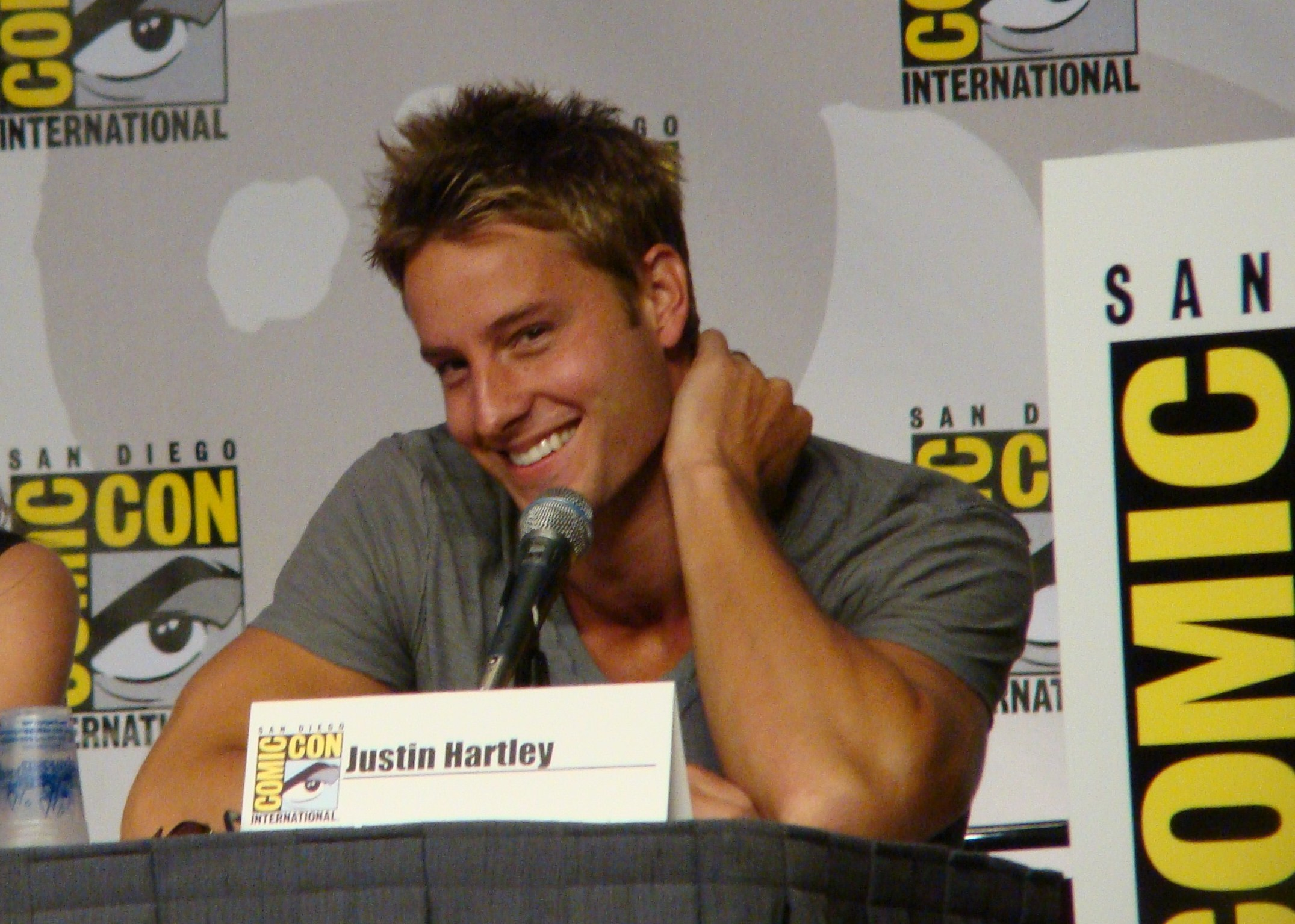
Justin Hartley lors du San Diego Comic-Con de 2010.

Il décroche un des rôles récurrents puis principaux dans Smallville de The CW aux côtés de Tom Welling alias Clark Kent et Erica Durance alias Lois Lane. Il y joue le rôle du milliardaire Oliver Queen alias Green Arrow, dont il rejoint la distribution en 2006 pour la sixième saison, rôle qu'il a tenu jusqu'à l'ultime saison en 2011. Il a également écrit l'épisode de la saison 9 Le Nerf de la guerre et réalisé le 19e épisode de la dixième saison.
Après plusieurs apparitions dans d'autres séries, il obtient l'un des rôles principaux de la série médicale Dr Emily Owens aux côtés de Mamie Gummer, Aja Naomi King et Kelly McCreary. Il y joue Will Collins, un interne en chirurgie. La série est annulée en 2013 après seulement une saison, faute d'audience, par la chaîne The CW.
En 2013, il rejoint la distribution de la série Revenge pour la saison 3. Il y joue le rôle de Patrick, le fils de Victoria Grayson, qu'interprète Madeleine Stowe.
En 2014, il décroche un des rôles récurrents dans la série Mistresses de la chaîne ABC aux côtés de Jes Macallan et Brett Tucker. Il y joue le rôle de Scott Trosman, un chirurgien plasticien dont il rejoint la distribution en 2006 pour la saison 2, un rôle qu'il a tenu jusqu'à l'ultime saison de la série qui s'est achevée en septembre 2016.
De novembre 2014 à octobre 2016, il tient le rôle d'Adam Newman dans le soap opera Les Feux de l'amour. Il quitte la série à la fin de l'été 2016.

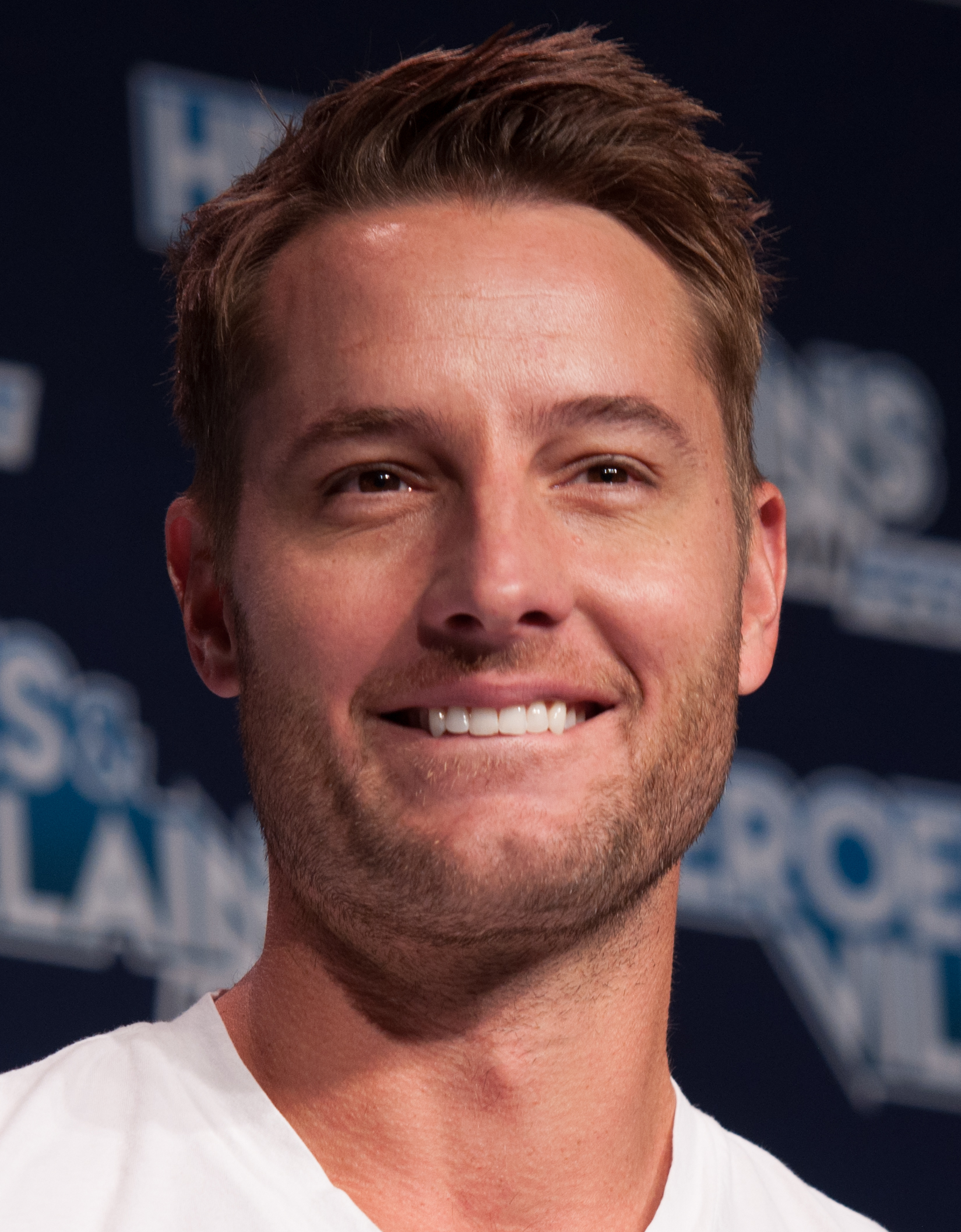
Justin Hartley au Heroes and Villains Fan Fest, en 2017.

Le 12 novembre 2015, il obtient un des rôles principaux de This Is Us, la nouvelle série primée de NBC, aux côtés de Mandy Moore, Milo Ventimiglia, Sterling K. Brown et Chrissy Metz. Il y joue celui de Kevin Pearson, l'un des membres de la fratrie autour de laquelle s'articule la série. Il réalise le treizième épisode de la quatrième saison.

### Vie privée
De 2004 à 2012, Justin Hartley est marié à l'actrice Lindsay Korman, avec qui il a une fille, Isabella Justice, née le 3 juillet 2004[réf. nécessaire].
En 2014, il est en couple avec l'actrice Chrishell Stause, rencontrée lors du tournage des Feux de l'amour. Après s'être fiancés en juillet 2016, ils se marient en octobre 2017 à Malibu. Il demande toutefois le divorce le 22 novembre 2019, pour cause de différends irréconciliables.
En mai 2021, il épouse son autre ex-collègue rencontrée sur le tournage du feuilleton, Sofia Pernas.

## Filmographie

### Cinéma
- 2005 : Race You to the Bottom de Russell Brown : Joe
- 2008 : Red Canyon (en) de Giovanni Rodriguez : Tom
- 2009 : Spring Breakdown de Ryan Shiraki : Todd
- 2010 : Scorpio Men on Prozac de Rand Marsh : Bill King
- 2017 : Bad Moms 2 de Jon Lucas et Scott Moore (en) : Ty Swindle
- 2019 : Little de Tina Gordon (en) : M. Marshall
- 2020 : The Hunt de Craig Zobel (en) : Trucker Shane
- 2020 : Jexi
- 2022 : Senior Year : Blaine

### Télévision
- 2002-2006 : Passions : Nicholas Foxworth Crane (423 épisodes)
- 2006 : Aquaman (en) : Arthur « A.C. » Curry (pilote non retenu)
- 2006-2011 : Smallville : Oliver Queen / Green Arrow (récurrent saison 6, invité saison 7, régulier saisons 8 à 10 - 72 épisodes)
- 2007 : Spellbound : Danny (pilote non retenu)
- 2007 : Les Experts : Manhattan (CSI: NY) : Elliott Bevins (saison 3, épisode 16)
- 2007 : Cold Case : Affaires classées (Cold Case) : Mike Delaney (saison 5, épisode 10)
- 2008 : Austin Golden Hour : Rhett Clark (pilote non retenu)
- 2008 : Gemini Division (en) : Nick Korda
- 2009 : Secousse sismique (MegaFault) de David Michael Latt : Dan Lane (téléfilm)
- 2011 : Chuck : Wesley Sneijder (saison 5, épisode 2)
- 2012 : Castle : Reggie Starr (saison 4, épisode 13)
- 2012 : Hart of Dixie : Jesse Kinsella (saison 1, épisode 18)
- 2012-2013 : Dr Emily Owens (Emily Owens M.D.) : Will Collins (rôle principal - 13 épisodes)
- 2013 : Melissa and Joey : Noah (saison 3, épisode 11)
- 2013-2014 : Revenge : Patrick Osbourne (rôle récurrent, saison 3 - 12 épisodes)
- 2014 - 2016 : Mistresses : Scott Trosman (rôle récurrent, saisons 2 à 4 - 16 épisodes)
- 2014 - 2016 : Les Feux de l'amour (The Young and the Restless) : Adam Newman / Gabriel Bingham (178 épisodes)
- 2016-2022 : This Is Us : Kevin Pearson (rôle principal - 106 épisodes)
- 2019 : Jane the Virgin : lui-même (saison 5, épisode 8)
- 2022 : Code Quantum : Jake (saison 1, épisode 4)
- 2022 : Le Journal de Noël (The Noel Diary) de Charles Shyer : Jacob Turner
- 2024 : Tracker : Colter Shaw (rôle principal, également producteur exécutif)

## Distinctions
Sauf indication contraire ou complémentaire, les informations mentionnées dans cette section proviennent de la base de données IMDb.

### Récompenses
- 2015 : Gold Derby Awards du meilleur acteur dans une série télévisée dramatique pour Les Feux de l'amour (The Young and the Restless) (2014-2016) pour le rôle d'Adam Newman.
- 24e cérémonie des Screen Actors Guild Awards 2018 : Meilleure distribution pour une série dramatique pour This Is Us (2016-2022) partagé avec Eris Baker, Sterling K. Brown, Milo Ventimiglia, Ron Cephas Jones, Alexandra Breckenridge, Lonnie Chavis, Faithe Herman, Chrissy Metz, Mandy Moore, Chris Sullivan, Susan Kelechi Watson, Hannah Zeile et Mackenzie Hancsicsak.
- 25e cérémonie des Screen Actors Guild Awards 2019 : Meilleure distribution pour une série dramatique pour This Is Us (2016-2022) partagé avec Eris Baker, Sterling K. Brown, Niles Fitch, Mackenzie Hancsicsak, Milo Ventimiglia, Faithe Herman, Jon Huertas, Melanie Liburd, Chrissy Metz, Mandy Moore, Lyric Ross, Chris Sullivan, Susan Kelechi Watson et Hannah Zeile.
- CinEuphoria Awards 2024 : Lauréat du Prix d'Honneur de la meilleure distribution dans une série dramatique pour This Is Us (2016-2022) partagé avec Dan Fogelman, Steve Beers, Glenn Ficarra, Charlie Gogolak, Cathy Mickel Gibson, John Requa, Jess Rosenthal, Isaac Aptaker, Elizabeth Berger, Ken Olin, Nick Pavonetti, K.J. Steinberg, Eris Baker, Parker Bates, Asante Blackk, Alexandra Breckenridge, Ca'Ron Jaden Coleman, Ron Cephas Jones, Lonnie Chavis, Griffin Dunne, Niles Fitch · Chris Geere, Mackenzie Hancsicsak, Faithe Herman, Rachel Hilson, Jon Huertas, Tim Jo, Susan Kelechi Watson, Sterling K. Brown, Isabella Rose Landau, Amanda Leighton, Melanie Liburd, Chrissy Metz, Mandy Moore, Jennifer Morrison, Jermel Nakia, Joaquin Obradors, Peter Onorati, Iantha Richardson, Lyric Ross, Logan Shroyer, Chris Sullivan, Caitlin Thompson, Milo Ventimiglia, Kaz Womack et Hannah Zeile.

### Nominations
- Soap Opera Digest Awards 2015 :  
  - Meilleur jeune acteur dans une série télévisée dramatique pour Passions (2002-2006).
  - Meilleur trio avec Lindsay Hartley et Brook Kerr dans une série télévisée dramatique pour Passions (2002-2006).
- 43e cérémonie des Daytime Emmy Awards 2016 : Meilleur acteur dans une série télévisée dramatique pour Les Feux de l'amour (The Young and the Restless) (2014-2016) pour le rôle d'Adam Newman.
- Gold Derby Awards 2018 :  
  - Meilleur acteur dans un second rôle dans une série télévisée dramatique pour This Is Us (2016-2022).
  - Meilleure distribution de l'année dans une série télévisée dramatique pour This Is Us (2016-2022) partagé avec Eris Baker, Sterling K. Brown, Milo Ventimiglia, Alexandra Breckenridge, Lonnie Chavis, Niles Fitch, Faithe Herman, Jon Huertas, Chrissy Metz, Mandy Moore, Chris Sullivan, Logan Shroyer, Susan Kelechi Watson, Hannah Zeile et Mackenzie Hancsicsak.
- 21e cérémonie des Teen Choice Awards 2019 : Meilleur acteur dans une série télévisée dramatique pour This Is Us (2016-2022).
- 9e cérémonie des Critics' Choice Television Awards 2019 : Meilleur acteur dans un second rôle dans une série dramatique pour This Is Us (2016-2022).
- 2019 : Gold Derby Awards du meilleur acteur dans un second rôle dans une série dramatique pour This Is Us (2016-2022).
- 10e cérémonie des Critics' Choice Television Awards 2020 : Meilleur acteur dans un second rôle dans une série dramatique pour This Is Us (2016-2022).
- Critics' Choice Television Awards 2021 : Critics' choice television award du meilleur acteur dans un second rôle dans une série télévisée dramatique pour This Is Us (2016-2022).

## Voix françaises
En France
| - Martial Le Minoux dans : - Smallville (série télévisée) - Castle (série télévisée) - Dr Emily Owens (série télévisée) - Mistresses (série télévisée) - Les Feux de l'amour (série télévisée) - This Is Us (série télévisée) - Bad Moms 2 - Jane the Virgin (série télévisée) - Senior Year - Le Journal de Noël - Code Quantum | Et aussi - Stéphane Ronchewski dans Cold Case : Affaires classées (série télévisée) - Valéry Schatz dans Secousse sismique (téléfilm) - Sébastien Boju dans Chuck (série télévisée) - Olivier Chauvel dans Revenge (série télévisée) - Karim Barras dans Little - Thibaut Lacour dans Injustice (voix) - Marc Arnaud dans Tracker (série télévisée) - Maxime Donnay dans Bride Hard (en) |